# Band of Gypsies
Pour l'album de Jimi Hendrix, voir Band of Gypsys.
Albums de Taraf de Haïdouks
Dumbala Dumba Maskarada
Band of Gypsies est le sixième album du groupe de musique tzigane Taraf de Haïdouks sorti le 28 mai 2001 sur le label Crammed Discs

## Titres
1. Danse des pompiers
2. À la turque
3. Chagrin, seulement mon chagrin
4. Le Retour des chevaux magiques
5. Un tzigane avait une maison
6. Une cigogne traverse le Danube accompagnée d'un corbeau
7. Absinthe je te bois, absinthe je te mange
8. Cacurica danse
9. Carolina
10. Feuille verte, feuille de trèfle
11. Je suis un joueur
12. Petits bourgeons
13. La Mariée habillée de rouge
14. Retour à Clejani
15. Viens ma jolie, sur le pas de la porte
16. Chanson d'amour
17. La Ballade du dictateur
18. Danse des montreurs d'ours